# 民生渠 (永宁县)
民生渠原名云亭渠，位于今宁夏回族自治区银川市永宁县，是惠农渠的支渠。
民国23年（1934年），根据全国经济委员会水利处计划，宁夏省获得20万元经费开工修建云亭渠。渠长75公里，灌溉面积20万亩。原名云亭渠取自宁夏省主席马鸿逵父亲马福祥的字号，1949年改为现名。2008年相关报道提及，永宁县对民生渠进行整治。